# Bråtakärr
Bråtakärr är en sjö i Varbergs kommun i Västergötland och ingår i Viskans huvudavrinningsområde. Sjön är 7 meter djup, har en yta på 0,01 kvadratkilometer och är belägen 120 meter över havet.